# Luke Rhodes
Luke Rhodes (* 2. Dezember 1992 in Hollidaysburg, Pennsylvania) ist ein US-amerikanischer Footballspieler auf der Position des Long Snappers. Er spielt für die Indianapolis Colts in der National Football League (NFL).

## Frühe Jahre
Rhodes ging in seiner Geburtsstadt Hollidaysburg, Pennsylvania, auf die Highschool. Später besuchte er das College of William & Mary in Williamsburg, Virginia.

## NFL
Nachdem Rhodes im NFL-Draft 2016 nicht ausgewählt worden war, nahmen ihn die Tampa Bay Buccaneers am 2. Mai 2016 unter Vertrag. Noch vor der Saison 2016, am 3. September, wurde er jedoch wieder entlassen.
Am 5. Oktober 2016 nahmen ihn die Indianapolis Colts in ihrem Practice Squad auf. Am 7. Dezember 2016 wurde er in den 53-Mann-Kader der Colts berufen.
Vor der Saison 2017 setzte er sich gegen Thomas Hennessy durch und wurde Starter auf seiner Position bei den Colts.
Am 11. Juni 2019 unterschrieb Rhodes einen Vierjahresvertrag über 4,85 Millionen US-Dollar, was ihn zum bestbezahlten Longsnapper der NFL machte.
Nach der Saison 2021 wurde er zum ersten Mal in den Pro Bowl gewählt.